# Libro de los Epítomes
Het Libro de los Epítomes (Boek der Samenvattingen) is een catalogus of samenvattingenboek van meer dan 2.000 pagina's van de bibliotheek van Ferdinand Columbus (Hernando Colón), die uit 15-20.000 boeken bestond en die hij in de vroege zestiende eeuw bijeenbracht in een poging om een universele bibliotheek op te richten van alle boeken die toen bestonden.

## Achtergrond en bibliotheek

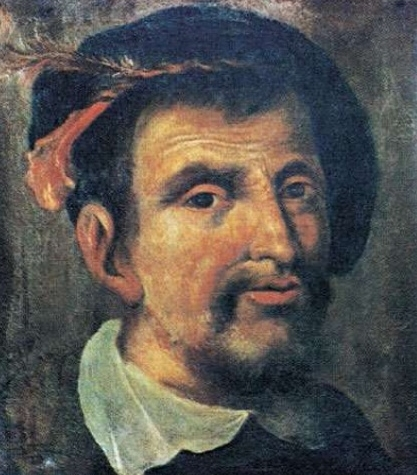
Ferdinand Columbus

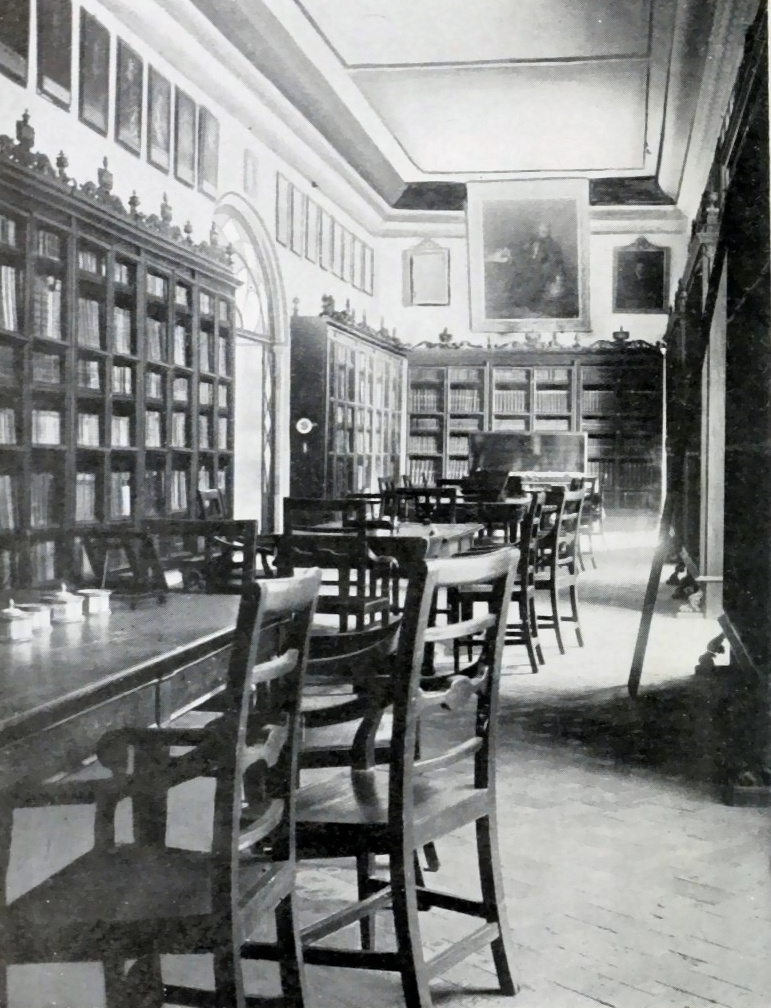
Biblioteca Colombina, 1913.

Ferdinand Columbus (1488–1539) was een Spaanse bibliograaf en kosmograaf, en de onwettige zoon van de ontdekkingsreiziger Christoffel Columbus. In het begin van de zestiende eeuw startte hij met het project om een bibliotheek op te richten van alle boeken die er toen over heel de wereld bestonden. Op die manier verzamelde hij gedurende zijn leven 15-20.000 boeken en bracht zo de voor die tijd grootste bibliotheek tot stand. In tegenstelling tot andere verzamelaars die op zoek waren naar Griekse en Latijnse manuscripten, onderkende Columbus het belang van gedrukte boeken en gaf hij voorrang aan gedrukte boeken en efemeer en populair drukwerk zoals balladen en kranten.
De collectie is sinds 1552 gehuisvest in de kathedraal van Sevilla, maar slechts ongeveer een kwart van de boeken is bewaard gebleven. Ze vormen er nu de Biblioteca Colombina van het Institución Colombina.

## Samenvattingen
Om het Libro de los Epítomes tot stand te brengen, maakte Columbus gebruik van een team van lezers en schrijvers om een samenvatting te maken van elk boek in zijn bibliotheek. De samenvattingen varieerden in lengte van slechts een paar regels voor de kleinere werken tot 30 pagina's voor de belangrijkere werken zoals die van Plato. In het boek staan zo'n 2.000 samenvattingen. De ingebonden catalogus is ongeveer 30 cm dik en telt ongeveer 2.000 pagina's.

## Herontdekking

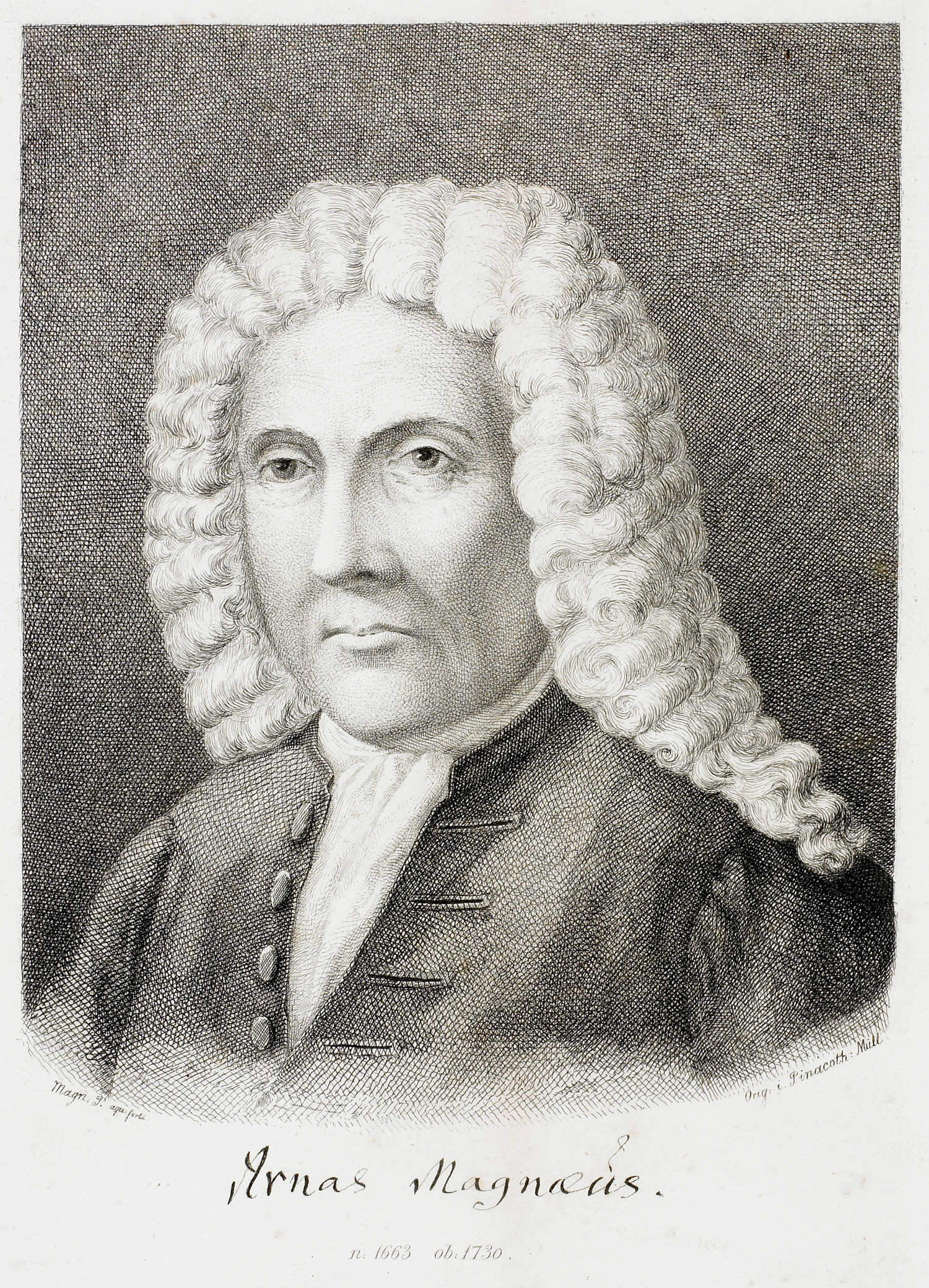
Árni Magnússon

De catalogus werd herontdekt in 2019, na verloren te zijn gewaand sinds hij voor het laatst werd gezien in Spanje ten tijde van Columbus' dood. Het boek werd aangetroffen in de verzameling manuscripten van Árni Magnússon (1663–1730), een IJslandse geleerde die zijn boeken bij zijn dood in 1730 aan de Universiteit van Kopenhagen schonk. Het verband met Columbus werd voor het eerst vastgesteld door Guy Lazure van de Universiteit van Windsor in Canada.
Men denkt dat het boek eeuwenlang over het hoofd werd gezien, omdat slechts 22 van de duizenden boeken in de collectie in het Spaans zijn geschreven, terwijl het merendeel in het IJslands of Noors is. Er wordt gespeculeerd dat het boek in Kopenhagen is aangekomen met een verzameling manuscripten die door Cornelius Pedersen Lerche, gezant bij het Spaanse hof, werd meegebracht.

## Betekenis
Volgens wetenschapper Edward Wilson-Lee van de Universiteit van Cambridge, auteur van een recente biografie The Catalogue of Shipwrecked Books over Columbus en diens universele bibliotheek, gaat het om "een ontdekking van immens belang, niet alleen omdat de catalogus zo veel informatie bevat over hoe mensen 500 jaar geleden lazen, maar ook omdat het samenvattingen bevat van boeken die niet meer bestaan, waarvan de inhoud verloren is gegaan in elke andere vorm dan via deze samenvattingen".
Wilson-Lee en zijn collega José María Pérez Fernández van de Universiteit van Granada werken aan een boek over Columbus' bibliotheek dat ze in 2020 hopen te publiceren, en er loopt een project om de catalogus te digitaliseren.